# Честер Німіц
Че́стер Ві́льям Ні́міц (англ. Chester William Nimitz, 24 лютого 1885 — 20 лютого 1966)  — головнокомандувач тихоокеанського флоту США під час Другої світової війни, адмірал флоту.

## Життєпис
Честер Німіц народився 24 лютого 1885 р. у м. Фредріксбург, штат Техас. Його батьки Честер Бернгард та Анна Німіц (Генке) були німецькими іммігрантами. Батько Німіца помер ще до народження дитини. На молодого Честера мав великий вплив приклад його діда Чарльза, який був моряком у торговому флоті Німеччини. Після закінчення школи Честер намагався вступити до престижної військової академії США — Вест-Пойнт, але на той час вже не було вільних місць. Тоді конгресмен від штату Техас запропонував йому зайняти одне вільне місце в Військово-морській Академії США і Німіц погодився, сподіваючись таким чином підготуватися до вступу у Вест-Пойнт наступного року. Однак поступивши в Морську академію у 1901 р., він закінчив її з відзнакою на початку 1905 р. і продовжив кар'єру на флоті у званні мічмана.

### Початок служби
Його першим призначенням був лінійний корабель «Огайо», приписаний до порту Сан-Франциско. Служба на кораблі проходила на Далекому Сході, але у 1906 р. його було переведено на крейсер «Балтімор». Після присвоєння звання молодшого лейтенанта (англ. ensign) 31 січня 1907 р. він продовжив службу в Тихому океані, командуючи канонеркою «Паней» і есмінцем «Декатур». Під час служби на Філіппінах 7 липня 1908 р. есмінець «Декатур» сів на мілину, і Німіц був визнаний військовим трибуналом винним в аварії «за нехтування обов'язків», за що отримав догану. Він був призначений вахтовим офіцером на час походу канонерки «Рейнджер» з Маніли до Бостону.
25 січня 1909 р. Німіц приступив до служби у Першій підводній флотилії. У травні того ж року отримав звання лейтенанта. З часом він був призначений капітаном декількох підводних човнів, а пізніше командувачем 3-го дивізіону субмарин Атлантичного флоту США. Він залишався командувачем Флотилії субмарин Атлантичного флоту з травня 1912 по березень 1913 рр. У 1913 р. він одружився з Катрін Венс Фріман у м. Воластон, Массачусетс.
До початку Першої світової війни Німіц проходив стажування в Німеччині, у м. Нюрнберг, де він вивчав німецькі технології в галузі дизельних двигунів. По поверненні до США його було призначено старшим помічником капітана і головним інженером танкера «Момі» (англ. Maumee). Це судно ще будувалось і було першим дизельним надводним судном ВМФ США. Німіц отримав репутацію знавця дизельних двигунів. 10 серпня 1917 р. Німіц став інженерним помічником адмірала Самуеля Робінсона — командувача підводними човнами Атлантичного флоту США — і просунувся у ранзі до лейтенант-командора. Через рік його було підвищено до посади начальника штабу цього підрозділу.

### Між війнами
У міжвоєнний період Німіц служив на посаді старшого помічника капітана на лінкорі «Південна Кароліна» та пізніше капітаном «Чикаго» і командувачем 14-го дивізіону субмарин у Перл-Гарборі. У 1922 р. він продовжив своє навчання в Морському військовому коледжі у м. Ньюпорт. Після закінчення академії його було призначено заступником начальника штабу військового флоту і на посаду помічника головнокомандувача ВМС США.
З 1926 по 1929 Німіц викладав на військово-морський кафедрі в університеті Берклі. У 1928 р. йому присвоїли звання капітана.
У 1929 р. він став командувачем 20-го дивізіону субмарин, а пізніше, у 1931, почав завідувати 35 запасними есмінцями в Сан-Дієго і жити на тендері «Ріґель». У 1933 р. його було призначено капітаном важкого крейсера «Августа», на якому він проходив службу на Далекому Сході.
З 1935 р. був помічником начальника Бюро навігації.
У 1938 р. отримав у команду 2-й дивізіон крейсерів Азійського флоту. Пізніше став контр-адміралом. Одночасно Німіц отримав посаду командувача 1-го дивізіону лінкорів і 7-го оперативного з'єднання. У 1939 р. повернувся до Бюро навігації на посаду начальника.

### Друга світова війна
Після японської атаки на Перл-Гарбор 7 грудня 1941 р. його було призначено головнокомандувачем Тихоокеанського флоту США та підвищено в ранзі до звання адмірала. На новій посаді Німіцу вдалося організувати ефективний захист проти нападів японського флоту. У березні 1942 р. Німіца було призначено на посаду головнокомандувача усіма силами союзних військ США і Великої Британії на тихоокеанському театрі воєнних дій. З посиленням флоту Честер Німіц поступово перейшов від захисту від японських атак до контрнаступу і завдав першої поразки японському флотові в битві у Кораловому морі, а потім у битві за Мідвей та на Соломонових островах.
У 1944 р. Конгресом США було запроваджене нове звання адмірала флоту — найвищий ранг у ВМФ країни. У грудні того ж року Німіц за призначенням Президента Франкліна Рузвельта став першим адміралом флоту країни. На новій посаді він продовжив наступ на позиції Японської імперії в Тихому океані, завдавши їй поразки в битві у Філіппінському морі та захопивши Гуам, Тініан та Сайпан. Далі були захоплені японські позиції на Каролінських островах; ВМС під командуванням Німіца відбили міцний контрнаступ японського флоту біля Філіппін та здобули перемогу в битві в затоці Лейте. Німіц також брав участь у захопленні японського острова Іодзіма.

### Повоєнна діяльність

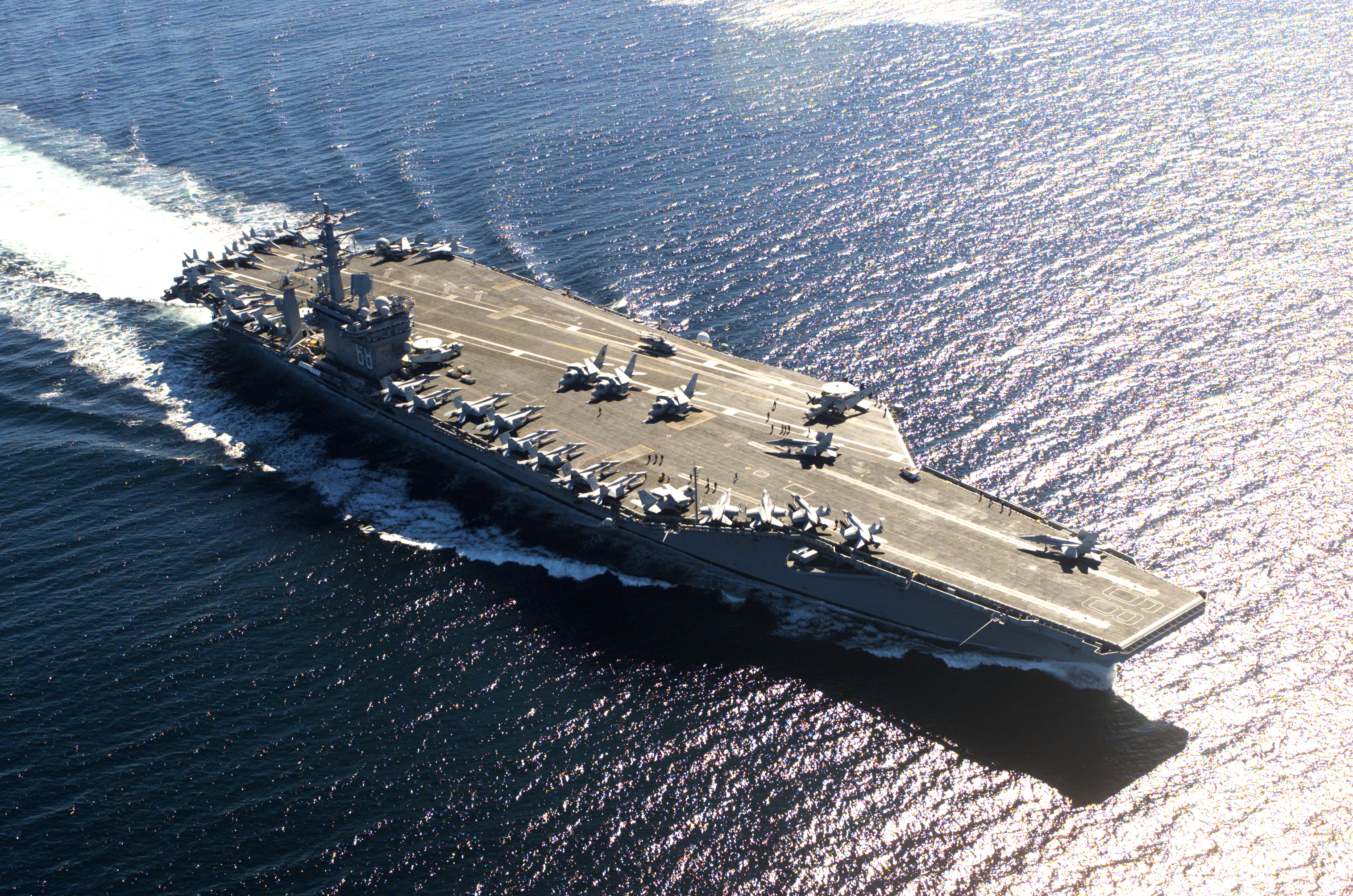
Ядерний авіаносець «Німіц» біля узбережжя Канади

Після перемоги над Японією 2 вересня 1945 року Честер Німіц підписав від імені США капітуляцію Японії на борту корабля «Міссурі». Після закінчення військових дій 26 листопада 1945 р. його було призначено керівником військово-морськими операціями США. На цій посаді він займався скороченням величезного, непотрібного та занадто коштовного для мирного часу флоту країни. Після двох років на цій посаді Німіц відійшов від активної участі в керівництві флотом і до кінця життя в 1965 р. виконував здебільшого церемоніальні обов'язки.
Честер Німіц залишається однією з найвідоміших осіб в історії ВМФ США. Його ім'ям не тільки названі вулиці, школи, парки, льодовик в Антарктиді, музеї, але й найбільший ядерний авіаносець США «Німіц». Зображення Честера Німіца також з'явилося на марках США.